# 赵不𢙯

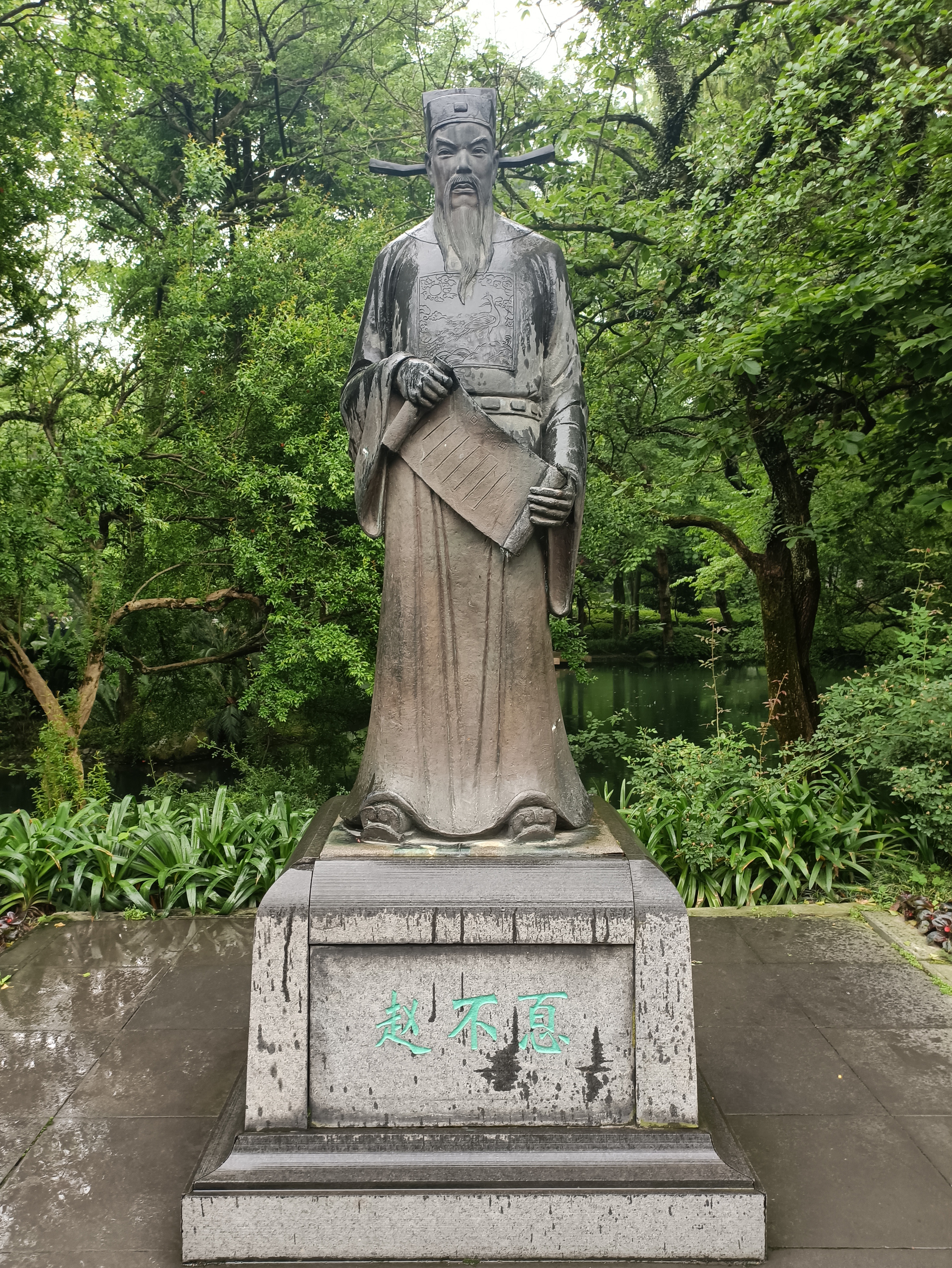
都江堰堰功道的赵不雕像

赵不（1121年—1187年），字仁仲，南宋宗室，宋英宗之兄嗣濮王赵宗晖的曾孙。
祖父沂王赵仲损，父亲赵士圃，跟随宋徽宗北入金朝，遥拜集庆军节度使。他初补保义郎，绍兴二十七年（1157年）进士及第，改授左宣义郎，调任婺州金华丞。惩处县里土豪何汝翼，加上刑具送到州里，编管到他州，县人畏惧折服。
赵不担任永州通判。州里交税，加倍收应交的粮食，百姓痛苦，他对知州说，请求介绍数目。帅司下令让他检查靖州刑狱，查出被冤枉的数十百人，靖州人感激他，画他的像供奉他。
赵不转任知开州。开州在巴东，民俗鄙陋，赵不为他们兴学，使百姓知孝义。开州有盐井，以前官员派遣亲信监管，谋求私利。赵不停止派遣，盐利倍入，州里用不完，以盈余代替百姓交纳夏秋两税和天申节银绢。在开州二年，百姓没有争斗，夜不闭户。诸司轮流推荐，把比作古代循吏。转任夔州转运判官，开州数千人挡住城门，不得前行。至夔州，百姓痛苦于上供银。当时部使者因为是亲戚故旧代理大宁盐场，独得盈利。赵不把他们赶走，于是获盐盈余。于是出钱买余盐数十万斤，换米得三万余斛，运到湖北，买银后来，代替诸州纳上供银，省下缗钱十五余万。改任成都路转运判官。赶上饥荒，赵不行至泸南，接官钱五万缗，派属吏分别买米。米到了之后，下令告知。富民争着卖粟，米价于是平稳。只有双流朱氏不卖米，县民群打开他的粮仓。赵不要朱氏抵法，没收他的米，盗米者除以黥行，民情得以安定。
永康军每年治理都江堰，笼石蛇绝江断水，以灌溉数州田。属吏盗钱，减少役夫，堰不牢固而坍塌，田中失水，于是多年饥荒。赵不亲自视察，操板修筑，把属吏以法惩处。于是出令：以耕种为业的人田主借贷给他，富民赈济商人，老幼疾患之人官府施粥。保全性命的数百万人。
黎州青羌奴儿结造反，制司调兵去戍守，让赵不提供粮饷。以前，富人出粮，而下户出力运到边关。赵不说：“民饥，不可扰民。”于是买入余米发兵运送。不久朝廷命赵不代理制司。之前，官兵战败，前任制使派人贿赂奴儿结议和。赵不说：“奴儿结，是吐蕃小族，现在对他们议和，大族怎么办？”不听。
酋豪梦束畜列率领数千人入汉地二百余里，成都大为恐慌。赵不冷静安定人心，召僚属饮酒。夜间派遣步将带领飞山军直接奔赴沈黎，又调绵州兵戍守邛州为后援，告诫他们说：“坚守勿动。”秘密传书诸蕃部：生获吐蕃一人赏十缣，杀一人二缣。于是邛部川首领崖衤蔑集合诸部落，在汉源大破吐蕃，斩梦束畜列首来进献，一共十六天平定。嘉州虚恨蛮入侵，赵不把吐蕃首领的头放在边境上，蛮人恐惧，一晚上逃走。赵不于是令靠近边境边家出丁夫一人，分戍各堡，免除其家赋税。赵不罢职回去，蜀人送他从成都至双流，堵住道路，不得通行。
不久，担任成都提刑，改任江西路转运判官。廷臣推荐他的才能，皇帝下诏任命他为右监门卫大将军、惠州防御使、知大宗正事。为越级提拔。属吏禀告承受奏请须用宦官，赵不说：“有关官员没有人了吗？”罢去不用。宦官有时请见。谢绝请出。
进升为明州观察使，有升为昭庆军承宣使。金朝人完颜烈来聘问，他担任馆伴副使。金使随从以前见馆使，都互相作揖，赵不不行礼。在玉津园宴会，赵不连射皆中，使者惊服。
赵不以学问道德训勉族属，推荐其中优秀杰出的人，奏开新学宫，增加弟子人数，仿照大学校定法。设置自讼斋，使有过错的人读书其中，人人受到感励。淳熙十四年（1187年）去世，时年六十七岁。赠开府仪同三司，封崇国公。
赵不性情非常孝顺，七岁时，父亲北迁入金，常常思慕哭泣。长大后努力学习，母亲曹氏劝阻他，他回答：“只因君父仇未报，非敢向往富贵。”登第时已经入仕，按规定应该超升两秩，请求回授母亲。母按照规定只能封令人，宋高宗嘉赏他的志向，特封郡夫人。
居官之处有名声，在朝好言天下事。蜀中武帅操持重权，赵不请重设安抚司，互相依靠治理。他批评王抃不应该拣选诸路军，王友直不可担任副都指挥使，尤其人所难以说出口的。遇到大旱，一天九疏，劝皇帝求直言，通下情，退而焚烧其稿。当时布衣上书狂妄，多数抵罪，赵不说太上皇帝不加罪进言的人，应该写在御座之右。宋孝宗答应了，赞赏他的忠信，每次在宫中宴会，皇帝与他饮酒，对皇太子赵惇说：“这是贤宗室。”一日，坐在待漏院，有给事中禀告英国公赵扩借击球马，赵不正色回答：“皇上只有一个皇孙，万一马惊而堕，斩了你们也没用。”马于是没有得到。所敬之人是朱熹、张栻，张栻死后为他请谥，又请用朱熹。

四子赵善临、赵善防、赵善下、赵善咏。